# Динеев, Фатих Юнусович
Динеев Фатих Юнусович (11 августа 1923, Мосеевка, Саратовская губерния — 16 марта 1971, Одесса) — участник Великой Отечественной войны, командир отделения 396-й отдельной разведывательной роты (333-я стрелковая дивизия, 6-я армия, 3-й Украинский фронт). Старшина — на момент представления к награждению Орденом Славы 1-й степени.

## Биография
Родился 11 августа 1923 года в селе Моисеевка в семье крестьянина. Татарин. Окончил 10 классов. Работал печатником в типографии города Чарджоу (Туркменистан).
Весной 1942 года был призван в Красную Армию. Боевое крещение получил под Сталинградом. К концу 1943 года старший сержант Динеев — командир отделения 396-й отдельной разведывательной роты 333-й стрелковой дивизии. Участвовал в боях за освобождение Украины, в Ясско-Кишинёвской операции. Член ВКП(б)/КПСС с 1944 года.
20 декабря 1943 года старший сержант Динеев во главе группы бойцов под покровом ночи проник в глубину обороны противника в районе села Новофёдоровка-Новосергиевка, 15 км юго-западнее города Запорожье, где уничтожил 2 гитлеровцев, а одного пленил. По пути назад гранатами подорвал пулемёт, точку противника. Приказом от 23 декабря 1943 года старший сержант Динеев Фатих Юнусович награждён орденом Славы 3-й степени (№ 63527)
В ночь на 11 июля 1944 года у населённого пункта Фантына-Маскуй, 15 км южнее города Тирасполь, старшина Динеев с группой разведчиков незаметно проник за передний край обороны противника, обезоружил и скрутил вражеского часового, скосил из автомата 5 гитлеровцев, пытавшихся отбить «языка». Приказом от 27 июля 1944 года старшина Динеев Фатих Юнусович награждён Орденом Славы 2-й степени (№ 2163).

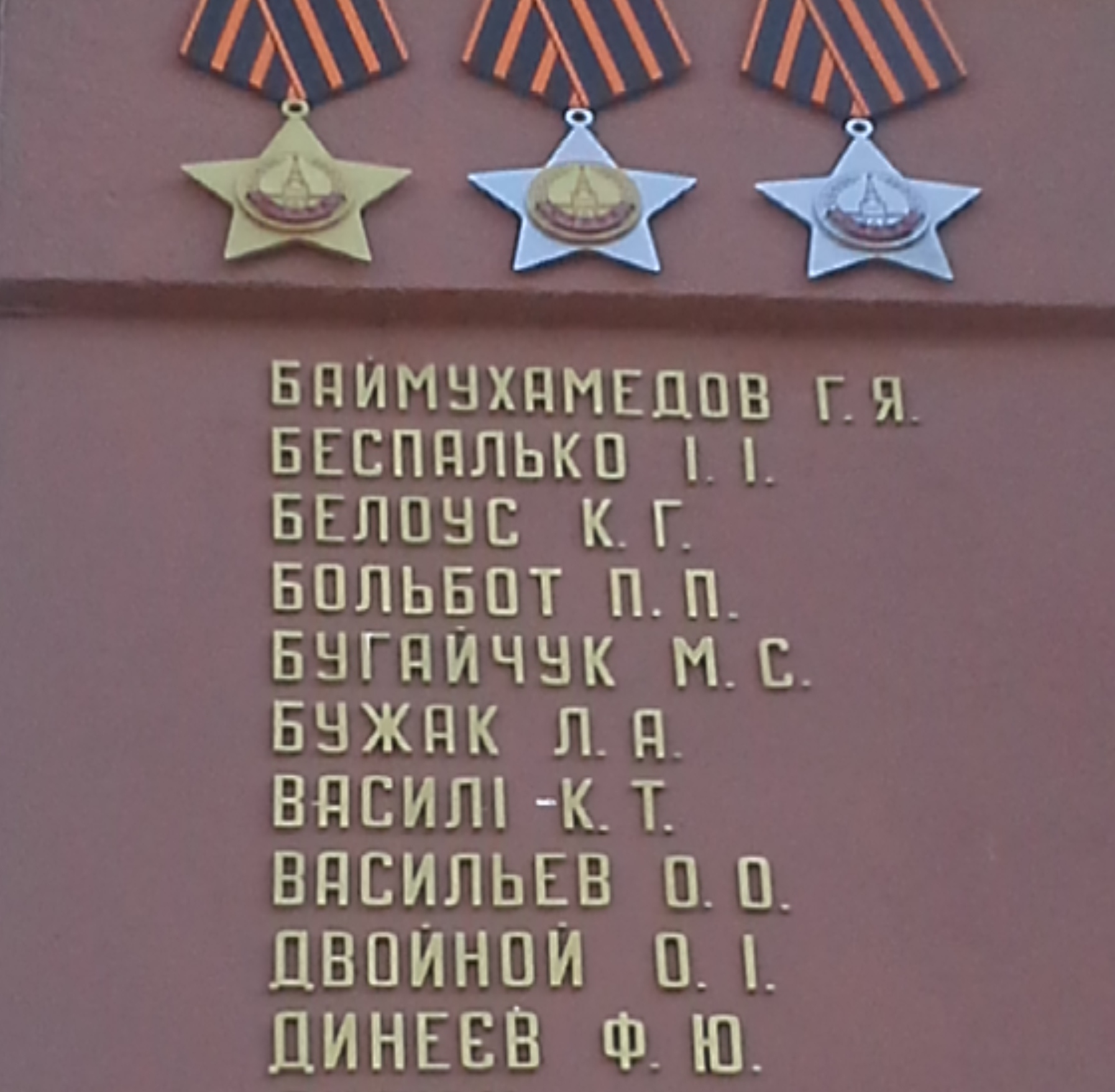
Имя Ф. Ю. Динеева на Доске почёта в честь полных кавалеров ордена Славы в г. Одессе

28 июля 1944 года, действуя в том же районе, старшина Динеев во главе группы разведчиков скрытно пробрался в расположение неприятеля. Внезапным налётом бойцы застали противника врасплох, сразили из автоматов и подорвали гранатами до 20 солдат и офицеров и вывели из строя 2 пулемётных расчёта. Будучи раненным, Динеев продолжал руководить боем.
В августе 1944 года в ходе Ясско-Кишинёвской стратегической операции участвовал в боях на территории Молдавии и Румынии. Боевой путь закончил в Болгарии, где в сентябре 37-я армия прекратила боевые действия. К этому времени на личном счету разведчика Динеева было 40 «языков».
Указом Президиума Верховного Совета СССР от 24 марта 1945 года за образцовое выполнение заданий командования в боях с немецко-фашистскими захватчиками старшина Динеев Фатих Юнусович награждён орденом Славы 1-й степени (№ 397). Стал полным кавалером ордена Славы.
Высокую награду разведчику вручил командующий 2-м Украинским фронтом Маршал Советского Союза Р. Я. Малиновский. День Победы встретил в звании лейтенанта. В 1946 году был демобилизован.
Сняв военную шинель, надел милицейскую. Жил в городе Одессе. Служил в органах охраны общественного порядка Одессы, работал инспектором городского управления МВД. Скончался 16 марта 1971 года.
Награждён орденами Красной Звезды, Славы 3-х степеней, медалями.